# Wat Preah Prom Rath

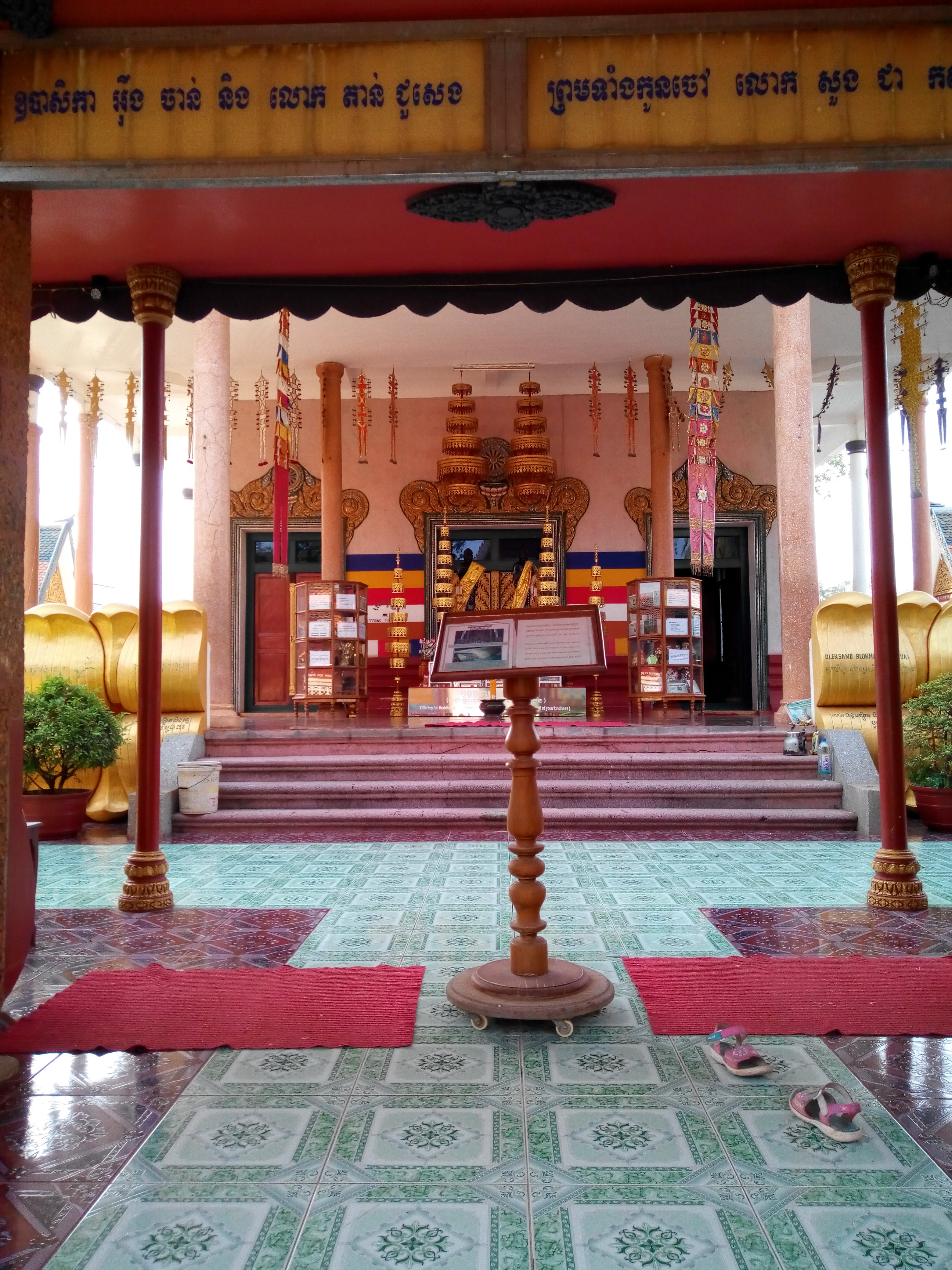
Вхід до пагоди

Wat Preah Prom Rath - храм 14-го століття у м. Сіем-Ріп, Камбоджа. Розташований у центрі Сіем-Ріпа, поряд з річкою та неподалік від нічного базару, та Pub Street.
Побудований приблизно у 1500 р. на честь монаха 13-го століття Ang Chang-han Hoy та богатої родини Ta Pum Yeay Rath, яка подарували землю храму і монастирю. Початково називався Ta Pum Yeay Rath. 
У 1940-х роках був перейменований на Preah Prom Rath.

В 1915 році храм та монастир були розширені, були побудовані навчальний корпус (університет) та бібліотека. Розширення тривало до 1945 року.  

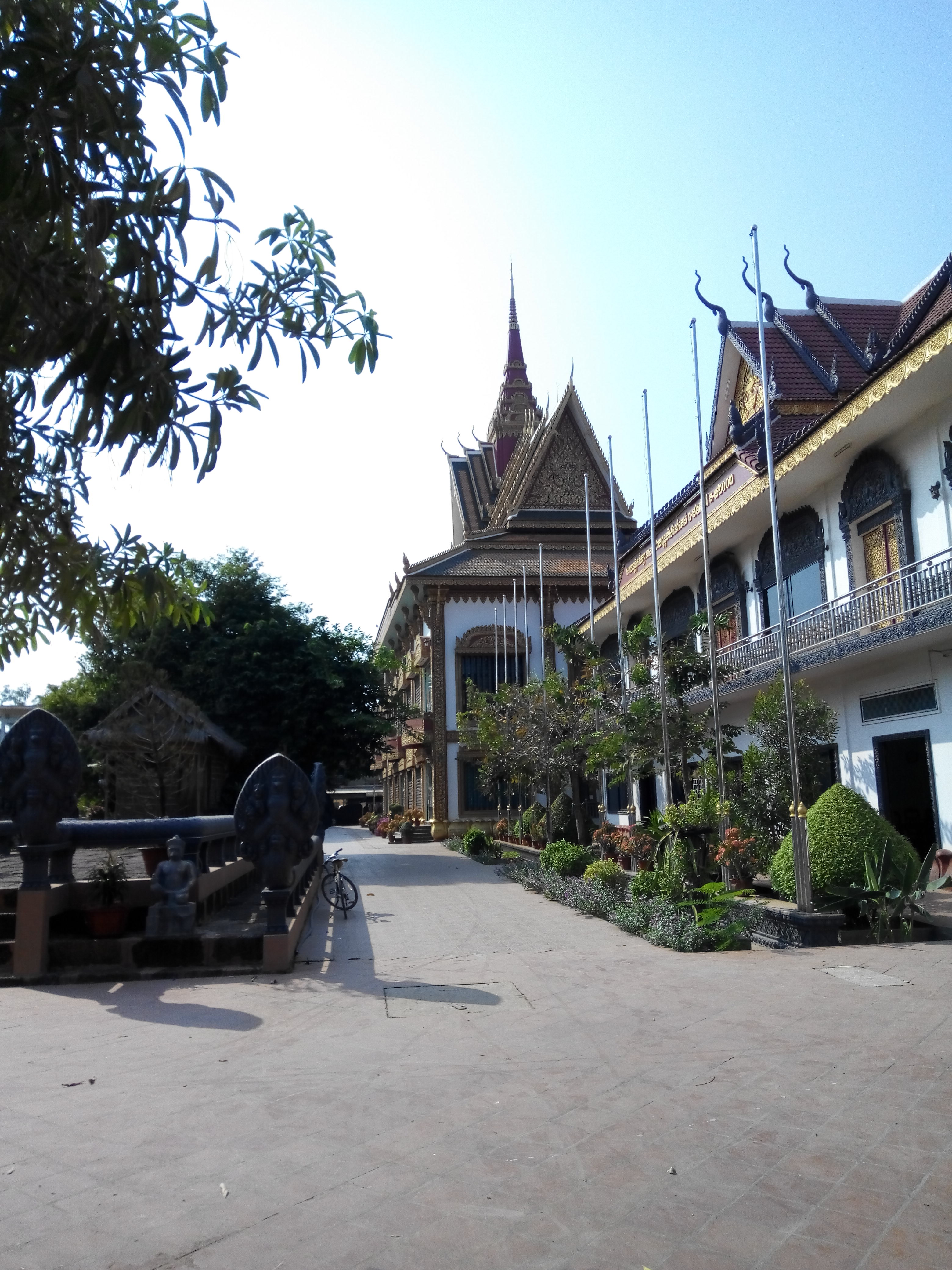
Навчальний заклад на территорії храму
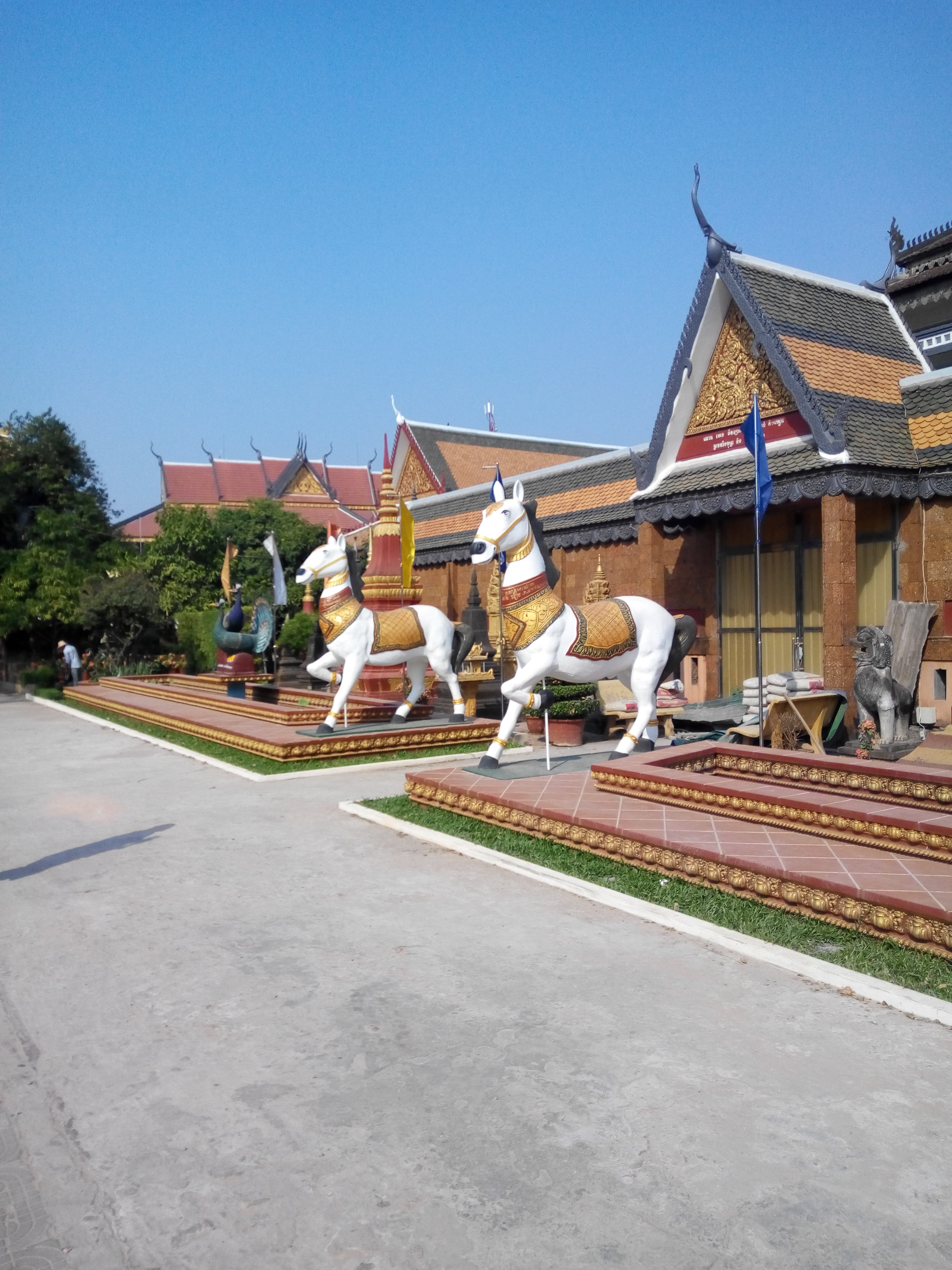
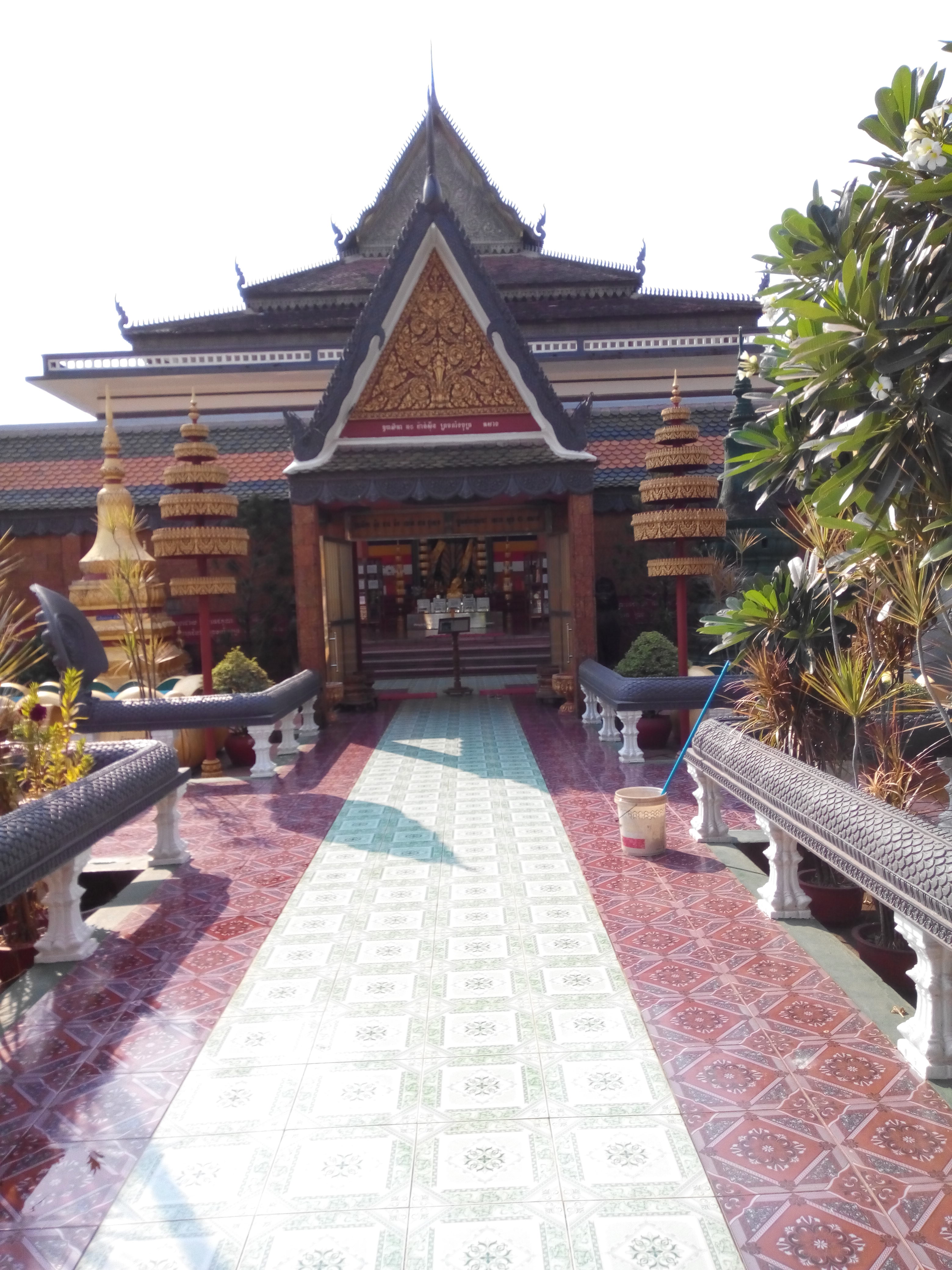
Вхід
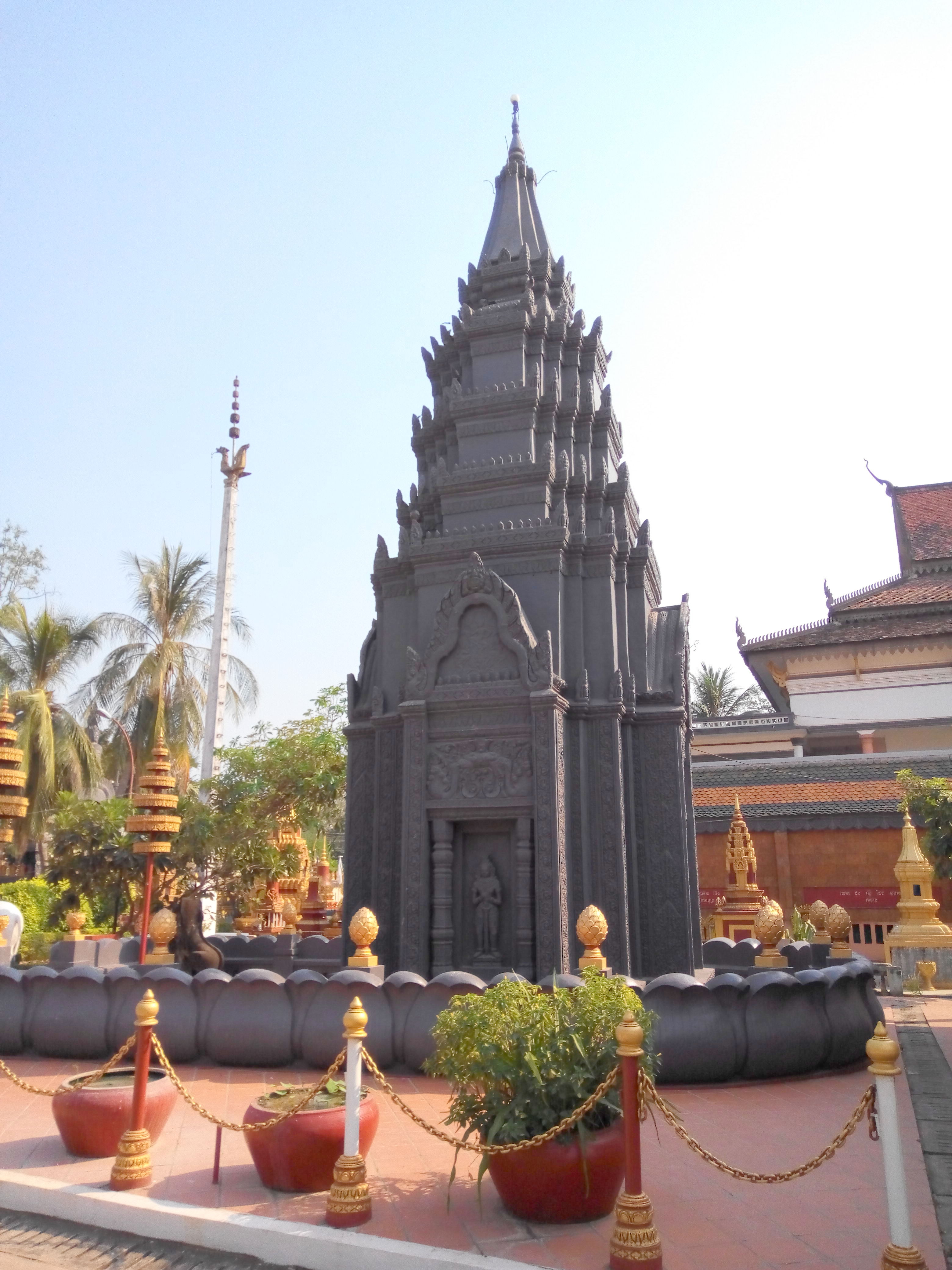